# La campana di San Giusto (brano musicale)
La campana di San Giusto è un brano musicale patriottico scritto da Giovanni Drovetti e musicato da Colombino Arona nel 1915. Fu molto popolare durante la prima guerra mondiale.

## Storia
Il brano fa riferimento a una delle campane della cattedrale di San Giusto, che si trova sulla sommità dell'omonimo colle che domina Trieste. Questo edificio religioso fu particolarmente caro agli irredentisti italiani durante la prima guerra mondiale. L'Italia prese infatti parte a questo conflitto per completare l'unità nazionale con l'annessione del Trentino-Alto Adige e della Venezia Giulia.
La campana di San Giusto, che venne composta nel 1915 a Torino, fu molto popolare durante la prima guerra mondiale e toccò il culmine della popolarità il 5 novembre 1918, ovvero due giorni dopo l'armistizio di Villa Giusti, con il quale l'Impero austro-ungarico si arrendeva all'Italia, consentendo alle truppe del Regio Esercito, nella data citata, di entrare vittoriose a Trento e a Trieste.

## Interpreti
- 1919, Enrico Caruso[1]
- 1926, Aureliano Pertile con orchestra
- 1959, Narciso Parigi con orchestra Barimar
- 1973, Claudio Villa nell'Antologia Della Canzone Italiana Vol .2
- Nel 1984 il brano fu riproposto da Luciano Pavarotti con l'arrangiamento di Henry Mancini nell'album Mamma